# ジョージ・コッタラス
ジョージ・コッタラス（George Kottaras, 1983年5月10日 - ）は、カナダ連邦オンタリオ州スカーバロー出身の元プロ野球選手（捕手）。右投左打。
ギリシャ系カナダ人。Kottarasという姓は日本語メディアではコタラスと表記されることもある。

## 経歴

### プロ入り前
幼少期はオンタリオ州マーカムで過ごす。トロント・ブルージェイズの本拠地球場スカイドーム（現ロジャース・センター）が車で30分ほどの場所にあり、コッタラスはブルージェイズのファンとして育つ。カナダではアイスホッケーが国技とされているが、コッタラスはマーカム地区では珍しくアイスホッケーをプレイしていない。捕手になったのは15歳のときのことで、チームで捕手を希望する選手がいなかったためコッタラスが務めることになったのがきっかけ。

### パドレス傘下時代
2002年、MLBドラフト20巡目（全体595位）でサンディエゴ・パドレスから指名を受けたが、大学に出席するため契約がまとまらなかった。
2003年5月26日にようやくパドレスと契約。ルーキー級アイダホフォールズ・パドレスで42試合に出場し、7本塁打24打点1盗塁、打率.259だった。
2004年にA級フォートウェイン・ティンカップスで78試合に出場し、打率.310・OPS.876の好成績を残す。ギリシャ系カナダ人であることから、同年8月のアテネ五輪では一塁手兼捕手としてギリシャ代表入り。英語しか話せないギリシャ系アメリカ人がほとんどを占める代表チームにおいて、ギリシャ語を話すことができるコッタラスは通訳の役割も果たす一方、21日のイタリア戦では選手として5打数3安打2打点を挙げてチーム大会唯一の勝利に貢献した。
2005年11月17日にパドレスとメジャー契約を結び、40人枠入りした。12月にはベースボール・アメリカ誌のパドレス・トッププロスペクトで2位に選出された。
2006年のスプリングトレーニングではコッタラスのスウィングが、彼の子供のころの憧れの選手だった通算2,239安打の巧打者ジョン・オルルドに似ていると、監督のブルース・ボウチーに高く評価された。同年にはAAA級ポートランド・ビーバーズへ昇格した。

### レッドソックス時代
2006年9月5日に、8月31日に成立したトレードの後日発表選手として、ボストン・レッドソックスへ移籍した。移籍後はAA級でプレイオフに進出していたポートランド・シードッグスに合流し、最初の2試合で本塁打を1本ずつ放った。
2007年3月11日にレッドソックスと1年契約に合意。この年はAAA級ポータケット・レッドソックスで87試合に出場し、9本塁打39打点1盗塁、打率.241だった。
2008年はAAA級ポータケットで開幕を迎え、打率.243ながら22本塁打と長打力を見せた。9月8日にメジャーへ昇格し、9月13日に行われたトロント・ブルージェイズとのダブルヘッダー第1試合でメジャーデビュー。7回裏の初打席は振り逃げで出塁した。その後2試合に出場、メジャー初安打を放ってシーズンを終えた。シーズン終了後、正捕手ジェイソン・バリテックがFAとなったが再契約した。しかし、ナックルボールを投げるティム・ウェイクフィールドの専属捕手を務めていたケビン・キャッシュが退団したため、レッドソックスはキャッシュの後継者にコッタラスを指名した。
2009年は前半戦終了時点でウェイクフィールドの登板17試合全てに先発出場。この間にウェイクフィールドは11勝3敗を記録し、42歳・メジャー17年目で初のオールスターゲーム選出を果たしている。この年は45試合に出場し、1本塁打10打点、打率.237だった。

### ブルワーズ時代
2009年11月18日にウェーバーでミルウォーキー・ブルワーズへ移籍した。
2010年はルーキーのジョナサン・ルクロイと正捕手争いを行い、67試合に出場。9本塁打26打点2盗塁、打率.203だった。
2011年2月11日にブルワーズと1年契約に合意。開幕後は9試合に出場したが、4月21日に40人枠を外れ、AAA級ナッシュビル・サウンズへ降格した。6月15日に再びブルワーズとメジャー契約を結んだ。9月3日のヒューストン・アストロズ戦ではサイクル安打を達成した。この年は49試合に出場し、5本塁打17打点、打率.252だった。オフの12月12日にブルワーズと70万ドルの1年契約に合意した。
2012年は開幕から58試合に出場したが、3本塁打12打点、打率.209と振るわず、7月26日にDFAとなった。

### アスレチックス時代
2012年7月29日にファウティノ・デロスサントスとのトレードでオークランド・アスレチックスへ移籍した。移籍後は27試合に出場し、6本塁打19打点、打率.212だった。
2013年1月14日にアスレチックスと1年契約に合意したが、1月16日にアスレチックスがジョン・ジェイソを獲得したため、DFAとなった。

### ロイヤルズ時代
2013年1月25日にウェーバーでカンザスシティ・ロイヤルズへ移籍した。ロイヤルズでは46試合の出場で、5本塁打12打点1盗塁、打率.180と結果を残せず、オフの11月21日にDFAとなった。

### インディアンス時代
2013年11月26日に金銭トレードでシカゴ・カブスに移籍。12月3日に107万5000ドルの1年契約に合意した。2014年3月26日に放出され、4月3日にクリーブランド・インディアンスとマイナー契約を結んだ。
同年はAAA級コロンバス・クリッパーズで開幕を迎え、5月3日にインディアンスとメジャー契約を結んだ。昇格後は4日のシカゴ・ホワイトソックス戦に出場し、3打数2安打（2本塁打）2打点1四球と活躍したが、6日にDFAとなり、11日にAAA級コロンバスへ降格した。27日に2番手捕手も兼ねていた正三塁手のカルロス・サンタナが故障者リスト入りしたため、インディアンスとメジャー契約を結んだ。昇格後は9試合に出場したが、7月7日に再びDFAとなった。

### カージナルス時代
2013年7月11日にウェーバーでセントルイス・カージナルスへ移籍した。
移籍後は4試合に出場したが、26日にDFAとなり、29日に放出された。

### ブルージェイズ時代
2013年8月7日にトロント・ブルージェイズとマイナー契約を結んだ。
9月にセプテンバーコールアップで昇格し、9月17日のボルチモア・オリオールズ戦で移籍後初出場した。ブルージェイズでは、4試合で無安打に終わった。シーズン通算では3チームで計18試合に出場。これは、自身のメジャーデビューイヤーの2008年に次ぐ少なさだった。安打7も同じく自己ワースト2位だが、うち3本が本塁打であり、長打率.500以上を記録した。オフの10月3日に40人枠を外れ、マイナー契約を拒否したため、FAとなった。

### ホワイトソックス傘下時代
2013年12月18日にシカゴ・ホワイトソックスとマイナー契約を結んだ。 
2015年8月3日に自由契約となった。

### ブルージェイズ復帰
2015年8月5日にブルージェイズとマイナー契約を結ぶ。

### ブルージェイズ退団後
2017年2月8日に第4回WBCのカナダ代表に選出された。

## 詳細情報

### 年度別打撃成績
| 年 度    | 球 団    | 試 合 | 打 席 | 打 数 | 得 点 | 安 打 | 二 塁 打 | 三 塁 打 | 本 塁 打 | 塁 打 | 打 点 | 盗 塁 | 盗 塁 死 | 犠 打 | 犠 飛 | 四 球 | 敬 遠 | 死 球 | 三 振 | 併 殺 打 | 打 率 | 出 塁 率 | 長 打 率 | O P S |
| -------- | -------- | ----- | ----- | ----- | ----- | ----- | -------- | -------- | -------- | ----- | ----- | ----- | -------- | ----- | ----- | ----- | ----- | ----- | ----- | -------- | ----- | -------- | -------- | ----- |
| 2008     | BOS      | 3     | 5     | 5     | 1     | 1     | 1        | 0        | 0        | 2     | 0     | 0     | 0        | 0     | 0     | 0     | 0     | 0     | 2     | 0        | .200  | .200     | .400     | .600  |
| 2009     | BOS      | 45    | 107   | 93    | 15    | 22    | 11       | 0        | 1        | 36    | 10    | 0     | 0        | 0     | 3     | 11    | 0     | 0     | 25    | 1        | .237  | .308     | .387     | .696  |
| 2010     | MIL      | 67    | 250   | 212   | 24    | 43    | 12       | 1        | 9        | 84    | 26    | 2     | 0        | 1     | 4     | 33    | 1     | 0     | 44    | 5        | .203  | .305     | .396     | .701  |
| 2011     | MIL      | 49    | 123   | 111   | 15    | 28    | 6        | 1        | 5        | 51    | 17    | 0     | 1        | 1     | 1     | 10    | 0     | 0     | 26    | 2        | .252  | .311     | .459     | .771  |
| 2012     | MIL      | 58    | 116   | 86    | 10    | 18    | 4        | 0        | 3        | 31    | 12    | 0     | 0        | 1     | 0     | 29    | 1     | 0     | 24    | 2        | .209  | .409     | .360     | .769  |
| 2012     | OAK      | 27    | 93    | 85    | 10    | 18    | 2        | 1        | 6        | 40    | 19    | 0     | 0        | 0     | 0     | 8     | 0     | 0     | 24    | 2        | .212  | .280     | .471     | .750  |
| '12計    | OAK      | 85    | 209   | 171   | 20    | 36    | 6        | 1        | 9        | 71    | 31    | 0     | 0        | 1     | 0     | 37    | 1     | 0     | 48    | 4        | .211  | .351     | .415     | .766  |
| 2013     | KC       | 46    | 126   | 100   | 13    | 18    | 4        | 0        | 5        | 37    | 12    | 1     | 0        | 0     | 0     | 24    | 2     | 2     | 42    | 2        | .180  | .349     | .370     | .719  |
| 2014     | CLE      | 10    | 27    | 21    | 4     | 6     | 0        | 0        | 3        | 15    | 4     | 0     | 0        | 1     | 1     | 4     | 0     | 0     | 11    | 0        | .286  | .385     | .714     | 1.099 |
| 2014     | STL      | 4     | 6     | 5     | 0     | 1     | 0        | 0        | 0        | 1     | 1     | 0     | 0        | 0     | 0     | 1     | 0     | 0     | 2     | 0        | .200  | .333     | .200     | .533  |
| 2014     | TOR      | 4     | 5     | 4     | 0     | 0     | 0        | 0        | 0        | 0     | 0     | 0     | 0        | 0     | 0     | 1     | 0     | 0     | 3     | 0        | .000  | .200     | .000     | .200  |
| '14計    | TOR      | 18    | 38    | 30    | 4     | 7     | 0        | 0        | 3        | 16    | 5     | 0     | 0        | 1     | 1     | 6     | 0     | 0     | 16    | 0        | .233  | .351     | .533     | .885  |
| MLB：7年 | MLB：7年 | 313   | 858   | 722   | 92    | 155   | 40       | 3        | 32       | 297   | 101   | 3     | 1        | 4     | 9     | 121   | 4     | 2     | 203   | 14       | .215  | .326     | .411     | .737  |

- 2016年度シーズン終了時

### 背番号
- 68 (2008年 - 2009年途中)
- 16 (2009年途中 - 2011年)
- 9 (2012年 - 同年途中)
- 14 (2012年途中 - 同年終了、2014年途中 - 同年終了)
- 26 (2013年)
- 53 (2014年 - 同年途中)
- 59 (2014年途中 - 同年途中)

### 代表歴
カナダ代表
- 2017 ワールド・ベースボール・クラシック・カナダ代表

ギリシャ代表
- アテネオリンピック野球ギリシャ代表